# J'ai une idée
Pour plus de détails, voir Fiche technique et Distribution.
J'ai une idée est un film français réalisé par Roger Richebé, sorti en 1934.

## Synopsis
Aubrey inventeur sans succès criblé de dettes, hérite d’une forte somme d’argent à la suite du décès de son cousin Joe. Ne voulant pas consacrer tout son héritage a rembourser ses créanciers, il décide de se faire passer pour mort et de ressusciter sous les traits de son cousin du Mexique. 

## Fiche technique
- Titre : J'ai une idée
- Réalisation : Roger Richebé, assisté de Claude Heymann
- Scénario d'après une œuvre originale de Wainwright Evans et Val Valentine
- Photographie : André Dantan et Enzo Riccioni
- Musique :
- Décors : Guy de Gastyne
- Son : Robert Teisseire
- Pays d'origine : France
- Société de production : Société Parisienne du Film Parlant
- Société de distribution : Paris Cinéma Location
- Pays d'origine :  France
- Format : Noir et blanc — 35 mm — 1,37:1 — Son : Mono
- Genre : Comédie
- Dates de sortie : 
  - France : 13 décembre 1934

Sources : BiFi et IMDb

## Distribution
- Raimu : Aubrey Harrington
- Simone Deguyse: Louise Harrington
- Georges Morton : Jack Chester
- Christiane Delyne : Daisy
- Félix Oudart : Georges Querol
- Charlotte Clasis : la tante Dorothée
- Nane Germon : Norah
- Auguste Mouriès : Edouard
- Henri Poupon : Henry
- Leon Nurbel : Gustave
- Fernandel : Un passant dans la rue (non crédité)
- Fernand Charpin : L'agent de police dans la rue (non crédité)
- Fernand Sardou : Un passager dans le train  (non crédité)